# 楊梅京兆堂
楊梅宋屋京兆堂，為於台灣桃園市楊梅區崩坡地區的客家三合院，由當地仕紳宋崇玉於1893年創建，曾於臺灣日治時期成為國語傳習所，2021年底因計畫拆除，雖文資界人士與宋家後代發起多次奔走，卻並未受到桃園市政府重視，2022年1月13日遭全數拆除。

## 建築
京兆堂座東南朝西北，佔地1000多坪，屬於「一堂雙橫」的傳統客家三合院形式。屋頂以「二重脊燕尾翹脊頂」搭配黑瓦呈現，建物用兩層板塊泉州白石砌高。有「金包銀」的斗子砌磚牆，牆基以卵石奠基。屋頂上的剪黏，據說當年是從中國進口碗，把碗剪碎後黏在屋頂上，相當耗時耗力。
在京兆堂拆除時，也發現了六角形地磚下，以混拌石灰、黃土和砂子方式以避免防潮，這是過去富人之家才用得起的建材。
主堂內正面牆壁下方有鑲嵌進牆面、象徵五行、稱作「五星石」的五顆石頭，擺放位置具宗教風水涵義、代表與大自然生生不息。五行石下方祭拜土地龍神。主堂建材是「還原燒青灰色瓦」，俗稱「烏瓦」、「黑瓦」，這是早期的客家庄常使用瓦片，其製法在台灣已失傳。山牆上有防止雨水侵蝕土塊的穿瓦衫。

## 早期使用
乾隆初年，祖籍廣東嘉應州的宋祖良三兄弟到臺灣拓墾，經許久的努力開墾，財產慢慢累積，宋家成為楊梅地區的望族。
光緒十九年（1893年），宋氏第25世祖宋崇玉建立京兆堂。京兆是指長安以東至華縣一帶，為宋、杜、申、史、冷、車、宗、段、計、韋、晁、郜、康、舒、雍、壽、酆、黎、皇甫等姓的堂號。此屋由26世祖宋春儉的宗族繼承，大房分到右側廂房，二房分到左側廂房，三房分到正堂居住。
1895年，乙未戰爭爆發，京兆堂附近的崩坡地區曾成義民軍對抗日軍戰場。經在地文史工作者查現，日治時期，京兆堂左廂房曾被當作國語傳習所使用。

## 拆除風波

### 拆除背景
在京兆堂的產權不斷分割後，已有超過九成的產權落入建商手中。建商欲將古厝拆除後，連同附近農地，改建成12棟2、3樓的透天厝。2021年1月，當地文史工作者開始在網路上發文搶救京兆堂，逐漸引發外界關注。
2021年11月26日，師範大學教授蕭文杰協助送件，望京兆堂能暫列古蹟。但文資委員會勘後認為，京兆堂僅部分物件有文資價值，內部多處都已改建，整體完整性不佳，獨特性也不高，於是最後決議，不具文資保存價值、不予列冊追蹤，也不做管制。
對此蕭文杰質疑，京兆堂早在20多年前就被桃園縣政府列入出版品內，文資價值明確，桃園縣升格為市之後，市府又將京兆堂列冊追蹤，但政府這幾年來完全沒作為，任建築荒廢，甚還變賣土地。
宋家後代對於京兆堂是否要保存的看法分歧。希望保留的一方強調不會阻止他人賣地，且願意出50坪的地讓政府跟建商協調，以希望祖厝能被妥善保存、作為永久展館。
文化局強調，暫列古蹟提案雖未通過，但需協助部分，局方願意配合，但最終還是要看地主的意願。不過，最終有9成以上的所有權人同意拆除。另外，文化局也提出5點聲明，表示整項文資審議皆依法辦理。

### 最終拆除
2021年12月28日，怪手拆除京兆堂右側廂房與後方樹叢。經過希望保存京兆堂的宋家後代宋鴻喬、當地文史工作者溝通，建商同意讓他們自行拆除構造，不會破壞。於是保存京兆堂的人士慢慢拆下構造。
2022年初，在地文史工作者發現，京兆堂的左廂房於日治時代曾當作國語傳習所，足以證明其文資價值，而當時使用的書包、制服、課桌椅都有被發現。因此文史工作者向文化局提出新事證作文資價值。建商得知後，就於2022年1月13日，迅速拆除正廳。得知的宋鴻喬與妻子鄭淑芬，跪在廣場前痛哭失聲。
蕭文杰表示，理解部分宋家後代希望能改善生計，變賣祖產的處境，建商也是合法取得所有權。他質疑桃園市府不願不願意用《文化資產保存法》介入，也不願積極協調。
事後，立委陳學聖、林奕華、黃世杰都表示不贊同市府的作為。鍾肇政之子鍾延威、客家研究學者邱榮舉也都聲明不滿。